# Idri Istrefi
Idri Istrefi (mac. Идри Истрефи, ur. 15 czerwca 1968 w Wełeszcie) – północnomacedoński inżynier elektryk i polityk, członek prezydium partii Sojusz na rzecz Albańczyków.

## Życiorys
W latach 1996–2005 był przewodniczącym Rady Gminy Wełeszta. Od 2006 roku pracuje jako inżynier elektryk w państwowym przedsiębiorstwie ELEM.
W październiku 2021 roku Istrefi kandydował na urząd burmistrza Strugi; był wspierany przez Sojusz na rzecz Albańczyków oraz koalicyjną Alternatywę, nieoficjalnie natomiast wspierała go partia WMRO-DPMNE.